# الکساندر ریچارد دیوید شیرف
الکساندر ریچارد دیوید شیرف (انگلیسی: Richard Shirreff؛ زادهٔ ۲۱ اکتبر ۱۹۵۵) فرد نظامی اهل بریتانیا است. وی همچنین برندهٔ جوایزی همچون نشان حمام و نشان امپراتوری بریتانیا شده‌است.